# Принц Адалберт (броненосен крайцер, 1901)
Принц Адалберт (на немски: SMS Prinz Adalbert) e броненосен крайцер от времето на Първата световна война. Главен кораб на едноименната серия броненосни крайцери на Германски императорски военноморски флот.

## Конструкция
Корпусът на кораба е разделен на 14 основни водонепроницаеми отсека. Двойното дъно обхваща 60% от дължината на кораба. Корпусът им е изграден по смесената система на монтаж.

### Въоръжение
Корабът има традиционния за много от корабите на онова време недостатък: долният етаж на централния каземат е разположен прекалено ниско, като неговите оръдия са заливани от водата при умерено вълнение на морето.

### Гибел
През юли британската подводница HMS E9 под командването на капитан 3-ти ранг Макс Хортън поврежда броненосния крайцер. Император Николай II награждава командира на подводницата с Георгиевски кръст IV степен.
През октомври 1915 година подводницата E8, с командир капитан-лейтенант Гудхард на английски: Francis Goodhart), излиза на позиция при Либава в Балтийско море. На 23 октомври 1915 година Гудхард, забелязва броненосния крайцер, току що излязъл от ремонт, придружен от два разрушителя движещи се в коридора на либавските маяци между две от линиите на немските минни заграждения. Пропускайки миноносците, Гудхард изстрелва едно единствено торпедо от разстояние 5 кабелта, което попада в района на носовите артилерийски погреби. Взривът е с такава сила, че самата подводница губи управление и е изхвърлена от водата. За щастие на подводничарите, миноносците са заети да наблюдават гибелта на крайцера и не ги забелязват. От екипажа на „Принц Адалберт“ оцеляват само трима души. Загиват 672. Това са най-тежките загуби за немския флот от началото на Първата световна война в Балтийско море. Капитан-лейтенант Гудхард за тази атака е награден с Орден Свети Георги IV степен.